# Waterloo
Waterloo (AFI: /watɛʁlo/; Waterlô in vallone) è una cittadina belga nella provincia del Brabante Vallone, in Vallonia. Al 1º gennaio 2018 conta una popolazione totale di 30 174 abitanti. La superficie è di 21,03 km² per cui la densità di popolazione è di 1 434,81 abitanti per km².
Un quarto della popolazione attualmente registrata non è di origine belga, perché gran parte degli abitanti lavora nelle istituzioni di Bruxelles, dove hanno sede la Commissione europea, il Parlamento europeo e il Consiglio dell'Unione europea. A Waterloo è situata l'insigne Église Saint-Joseph, una delle scuole internazionali più grandi e antiche del Belgio. Anche la sede europea di MasterCard si trova a Waterloo.

## Storia
La fama di Waterloo è legata all'omonima battaglia del 18 giugno 1815, fra il Primo Impero francese di Napoleone Bonaparte e la settima coalizione (Regno Unito, Austria, Prussia ed altri), guidata dai principali generali alleati, il Duca di Wellington e il generale von Blücher. 

Dello storico evento Victor Hugo ne I miserabili riporta molti episodi nonché un puntuale verosimile svolgimento, affermando tra l'altro che «Se non fosse piovuto nella notte dal 17 al 18 giugno 1815, l'avvenire dell'Europa sarebbe mutato: (...)».
Oggi sul luogo dove si tenne la battaglia e nelle campagne circostanti, si tiene in varie occasioni la ricostruzione della battaglia (nel 2015 c'è stato il bicentenario), oltre a visite turistiche ai monumenti dedicati alla battaglia quali la collina del Leone, il Panorama, il Museo Wellington e il memoriale (costruito intorno al 2014-2015 per coincidere al bicentenario). Inoltre nel 2004 Waterloo ha contribuito alla fondazione della Federazione Europea delle Città Napoleoniche.

## Monumenti e luoghi d'interesse
- Poggio del Leone - monumento commemorativo della battaglia di Waterloo
- Castello di Argenteuil
- Chiesa di Saint-Joseph
- Château Cheval
- Museo Wellington
- Foresta di Soignes
- Il Waterloo Memorial

## Clima
| Waterloo            | Mesi | Mesi | Mesi | Mesi | Mesi | Mesi | Mesi | Mesi | Mesi | Mesi | Mesi | Mesi | Stagioni | Stagioni | Stagioni | Stagioni | Anno |
| Waterloo            | Gen  | Feb  | Mar  | Apr  | Mag  | Giu  | Lug  | Ago  | Set  | Ott  | Nov  | Dic  | Inv      | Pri      | Est      | Aut      | Anno |
| ------------------- | ---- | ---- | ---- | ---- | ---- | ---- | ---- | ---- | ---- | ---- | ---- | ---- | -------- | -------- | -------- | -------- | ---- |
| T. max. media (°C)  | 4,2  | 6,3  | 9,9  | 13,9 | 18,2 | 21,7 | 22,5 | 22,2 | 20,2 | 15,1 | 8,5  | 5,3  | 5,3      | 14,0     | 22,1     | 14,6     | 14,0 |
| T. min. media (°C)  | −1,1 | 0,2  | 1,9  | 4,6  | 7,7  | 10,7 | 12,0 | 12,1 | 10,3 | 7,1  | 3,0  | 0,2  | −0,2     | 4,7      | 11,6     | 6,8      | 5,7  |
| Precipitazioni (mm) | 71   | 58   | 70   | 56   | 69   | 76   | 73   | 66   | 65   | 73   | 77   | 78   | 207      | 195      | 215      | 215      | 832  |

## Amministrazione

### Gemellaggi
- Rambouillet, dal 1986
- Nagakute, dal 1992
- Differdange
- Waterloo (Ontario)

## Galleria d'immagini

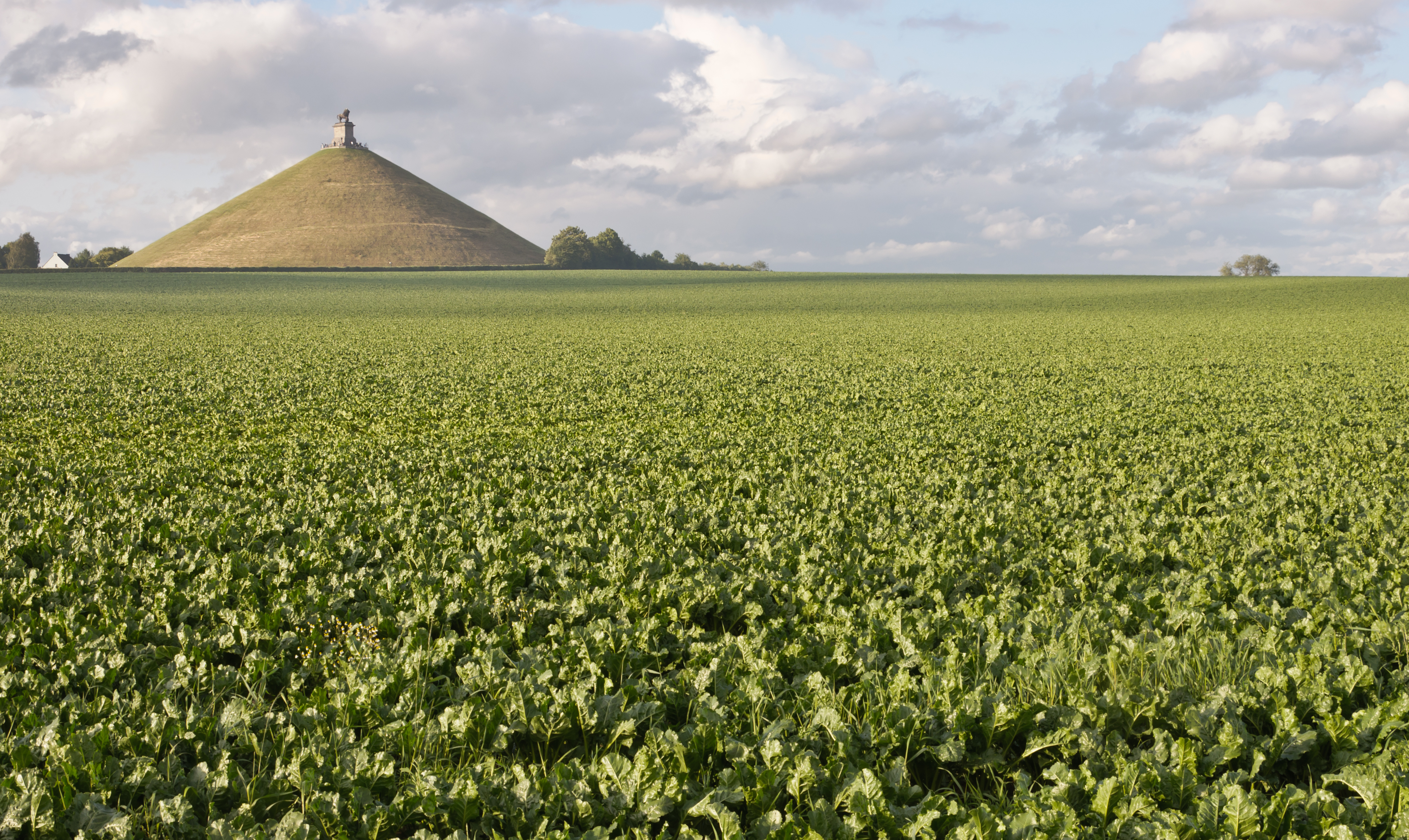
Il sito della battaglia del 1815, nelle campagne di Waterloo.
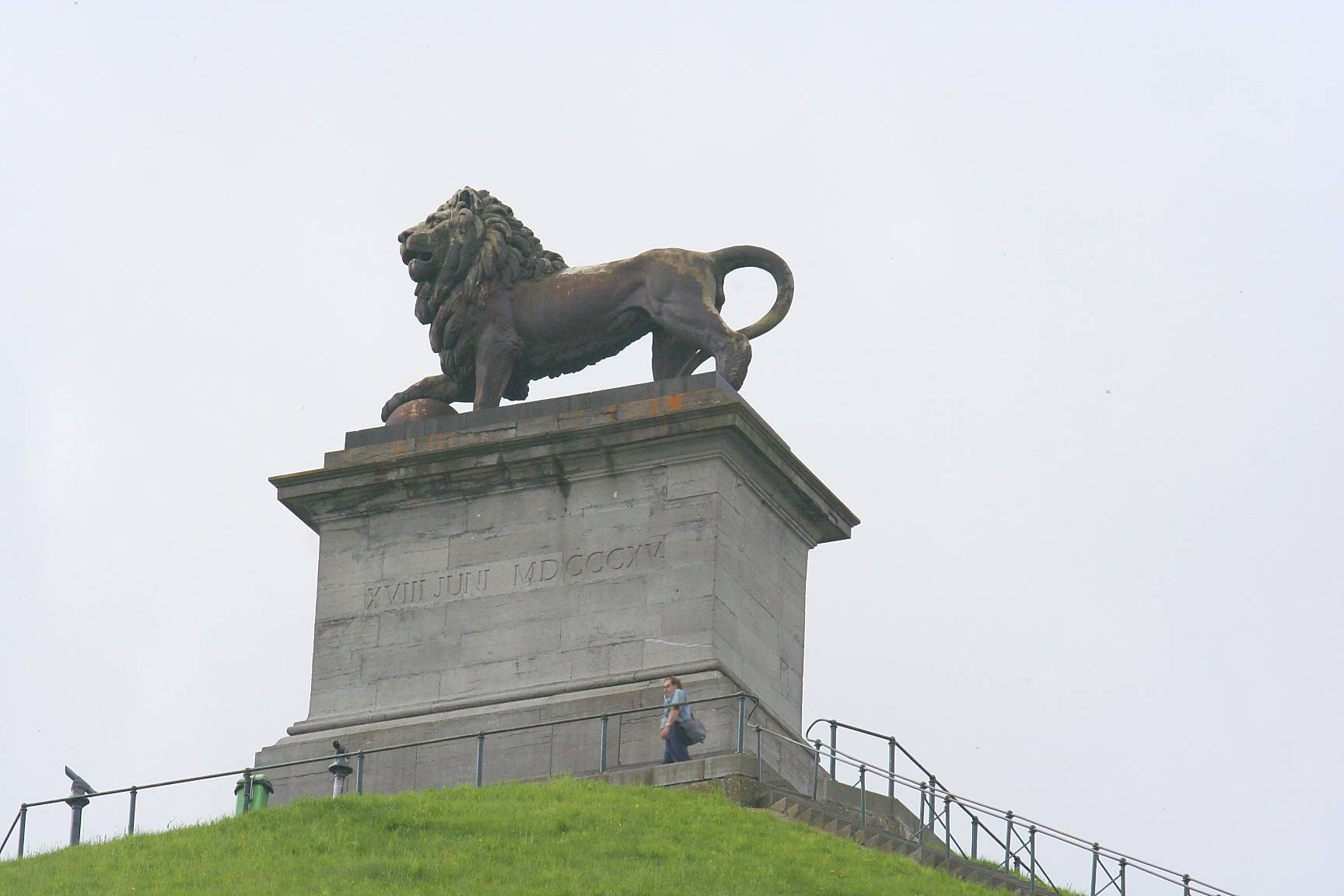
Il Leone di Waterloo
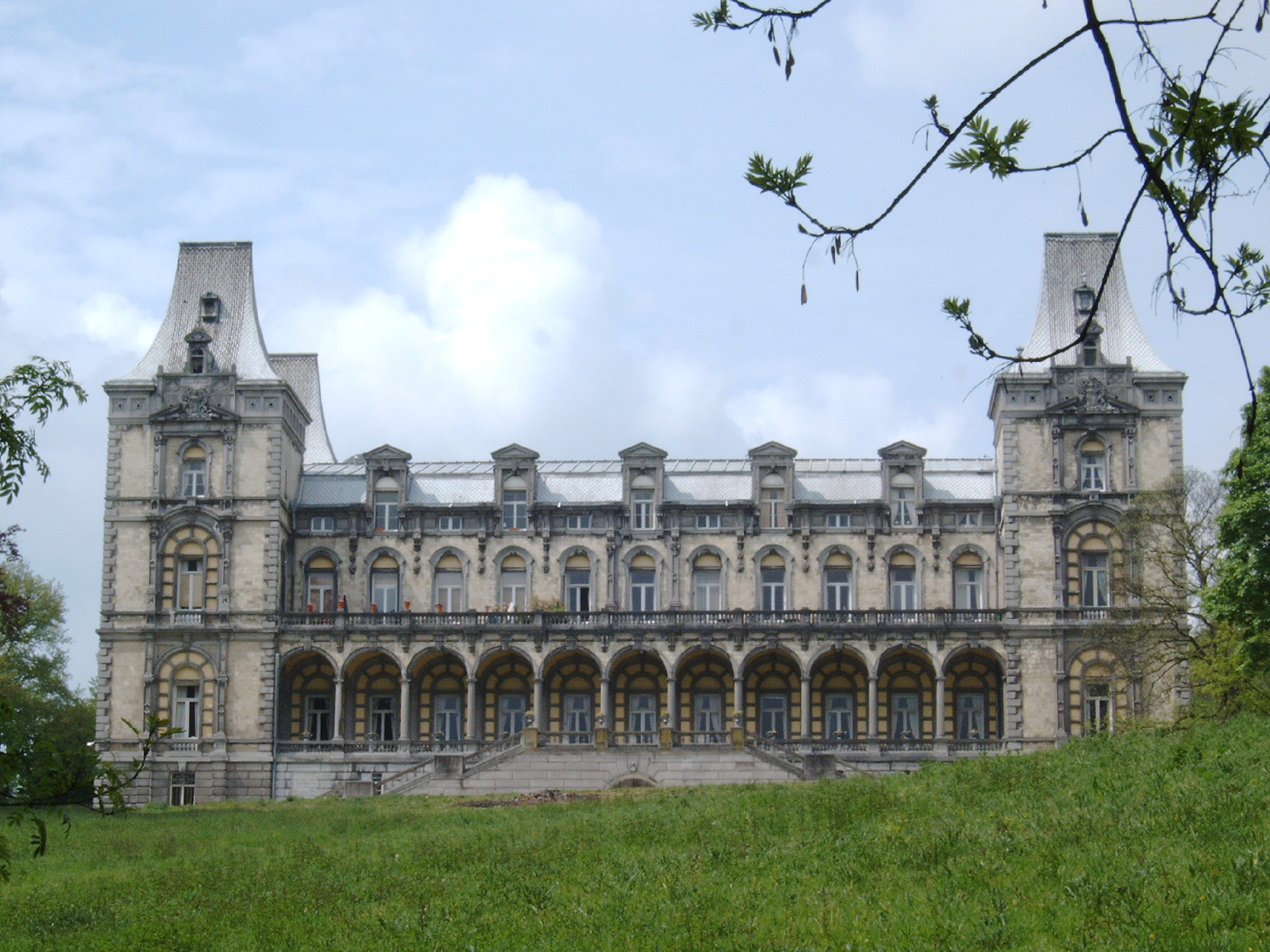
Castello d'Argenteuil
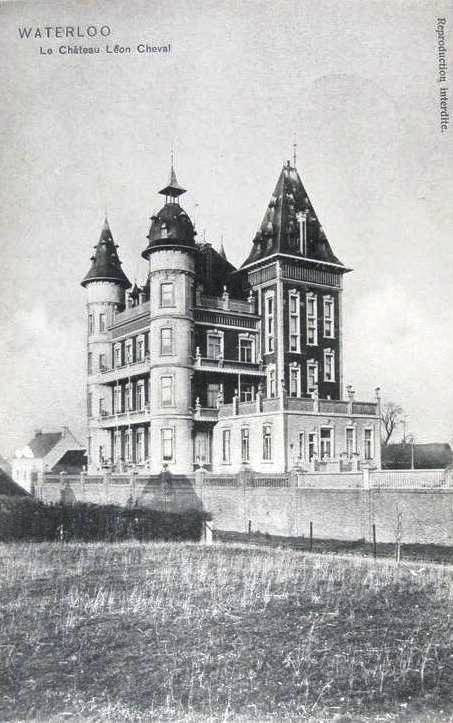
Château Cheval
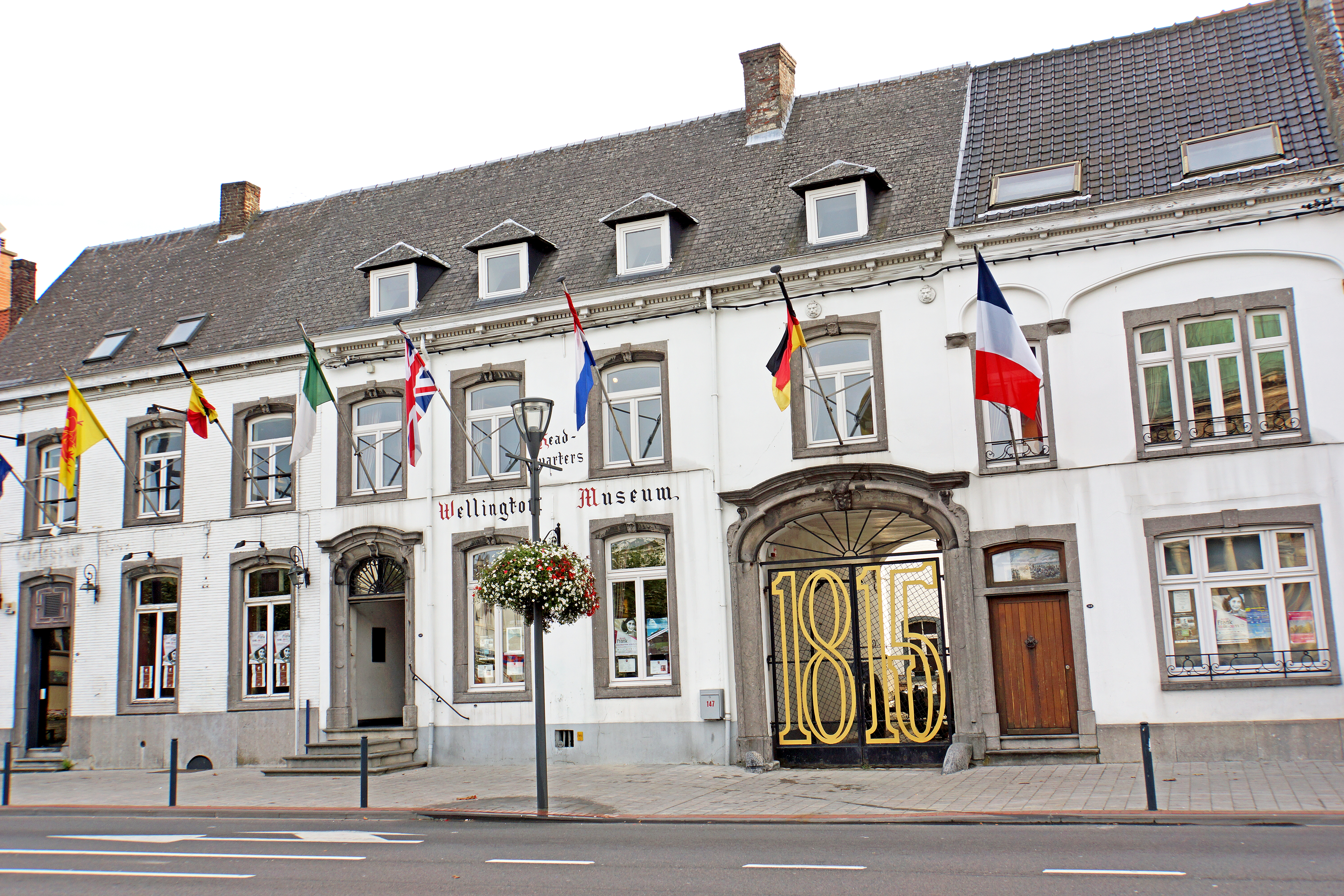
Museo Wellington
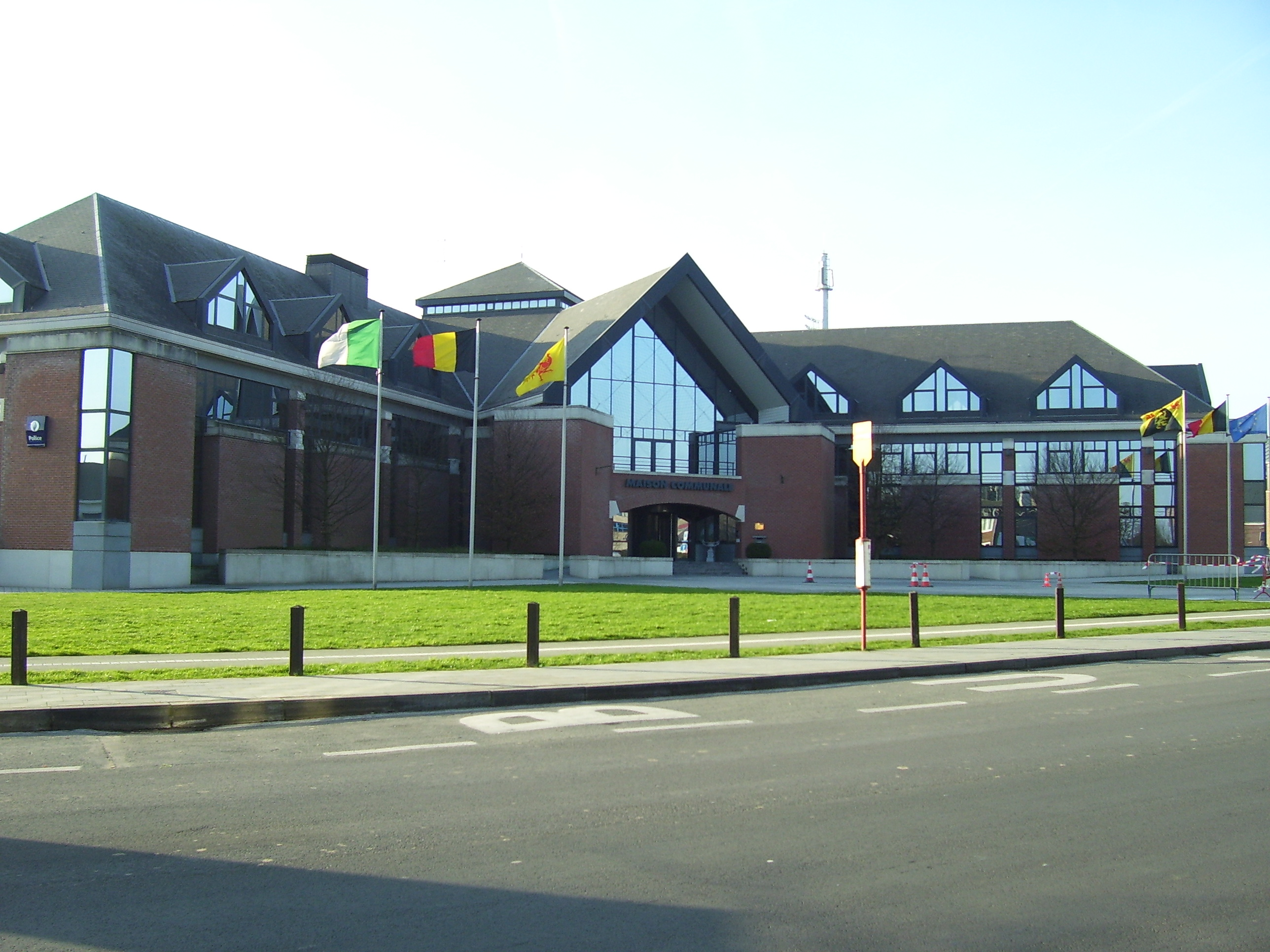
Casa comunale